# Гаљево
Гаљево је насељено место у Босни и Херцеговини у општини Коњиц у Херцеговачко-неретванском кантону које административно припада Федерацији Босне и Херцеговине. Према попису становништва из 1991. у насељу је живјело 382 становника.

## Географија
Насеље се налази неколико километара северно од Коњица.

## Становништво
По последњем службеном попису становништва из 1991. године, у насељу Гаљево живела су 382 становника. Већина становника су били Хрвати.
| Националност       | 1991.        | 1981. | 1971. |
| Хрвати             | 264 (69,11%) |       |       |
| Муслимани          | 107 (28,01%) |       |       |
| Срби               | 7 (1,83%)    |       |       |
| остали и непознато | 4 (1,05%)    |       |       |
| Укупно             | 382          |       |       |